# Bouchon
Bouchon és un municipi francès situat al departament del Somme i a la regió dels Alts de França. L'any 2007 tenia 152 habitants.

## Demografia

### Població

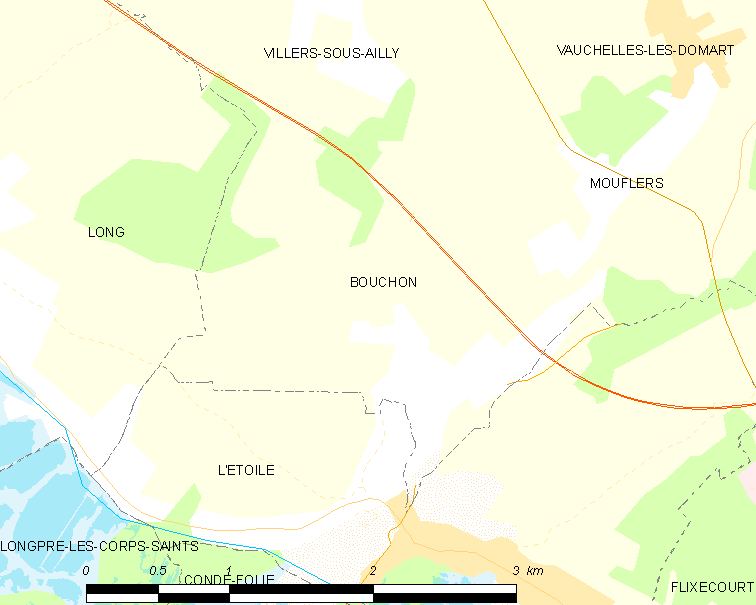

El 2007 la població de fet de Bouchon era de 152 persones. Hi havia 56 famílies de les quals 12 eren unipersonals (12 dones vivint soles i 12 dones vivint soles), 16 parelles sense fills, 24 parelles amb fills i 4 famílies monoparentals amb fills.

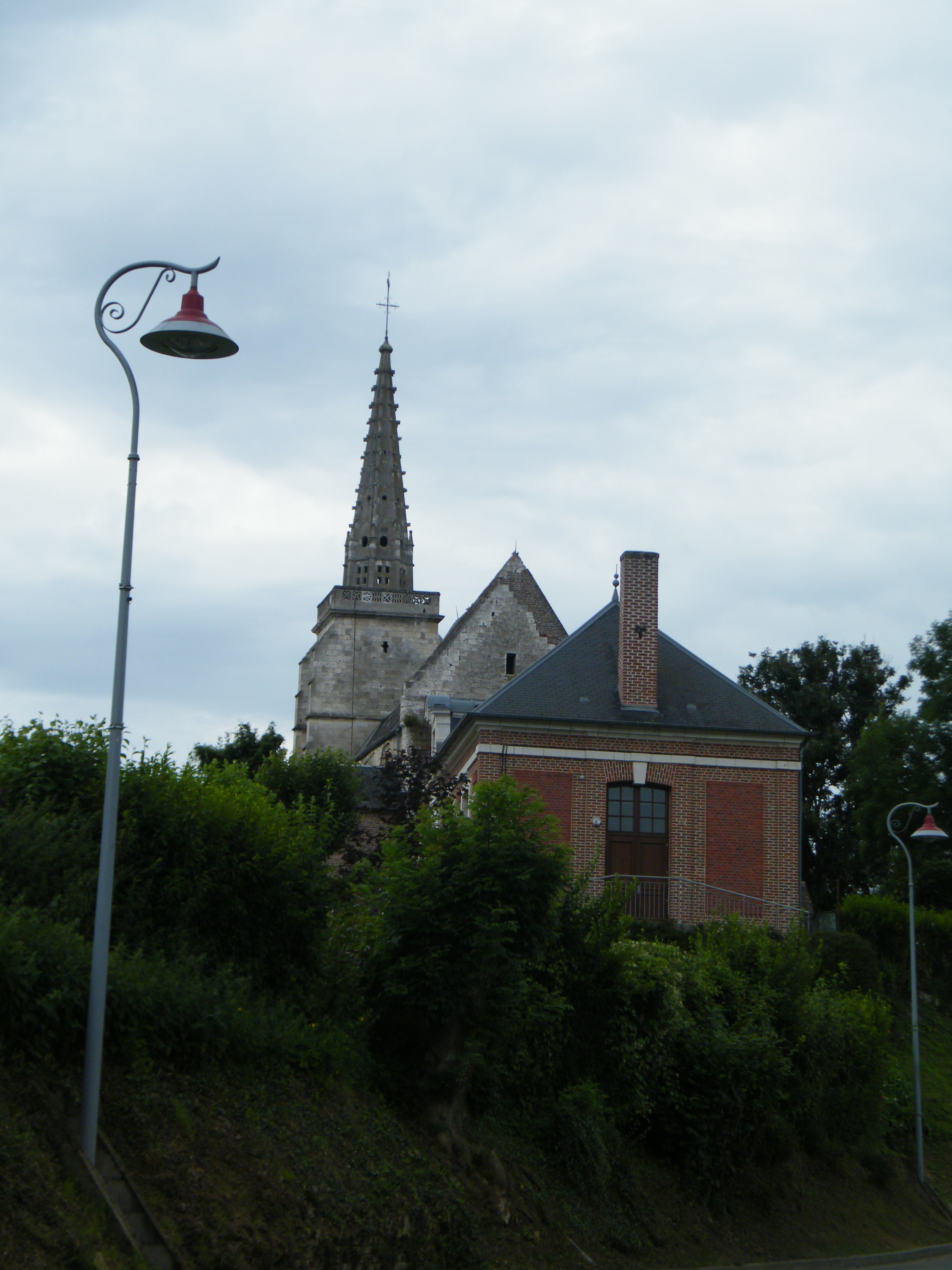

La població ha evolucionat segons el següent gràfic:
Habitants censats

### Habitatges
El 2007 hi havia 69 habitatges, 57 eren l'habitatge principal de la família, 4 eren segones residències i 8 estaven desocupats. Tots els 69 habitatges eren cases. Dels 57 habitatges principals, 50 estaven ocupats pels seus propietaris, 5 estaven llogats i ocupats pels llogaters i 2 estaven cedits a títol gratuït; 5 tenien dues cambres, 7 en tenien tres, 15 en tenien quatre i 30 en tenien cinc o més. 45 habitatges disposaven pel capbaix d'una plaça de pàrquing. A 23 habitatges hi havia un automòbil i a 25 n'hi havia dos o més.

### Piràmide de població

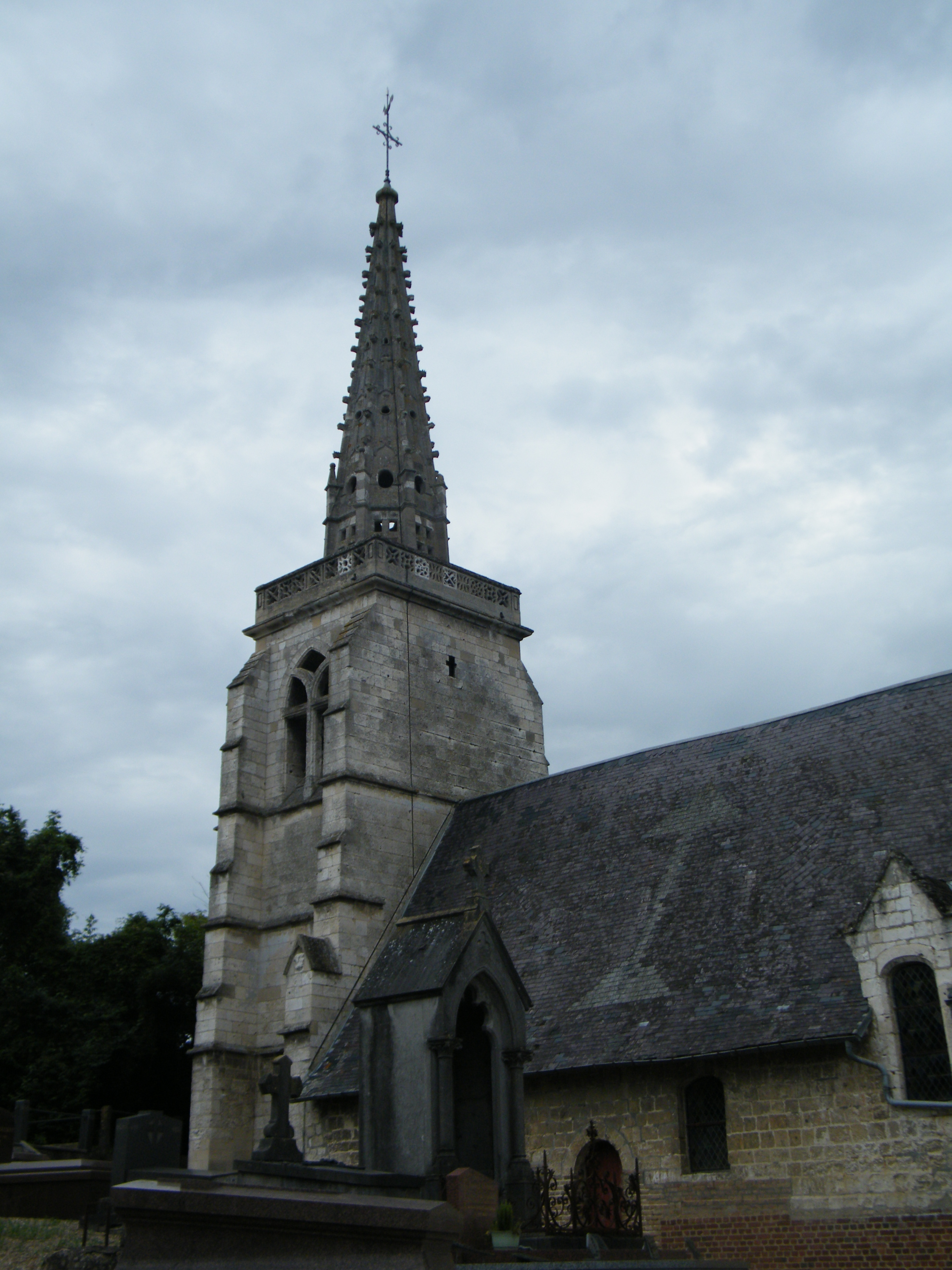

La piràmide de població per edats i sexe el 2009 era:
| Homes | Edats   | Dones |
| ----- | ------- | ----- |
| 0     | 95 o +  | 0     |
| 0     | 90 a 94 | 0     |
| 0     | 85 a 89 | 0     |
| 0     | 80 a 84 | 0     |
| 0     | 75 a 79 | 0     |
| 8     | 70 a 74 | 12    |
| 4     | 65 a 69 | 0     |
| 4     | 60 a 64 | 12    |
| 0     | 55 a 59 | 0     |
| 8     | 50 a 54 | 4     |
| 8     | 45 a 49 | 12    |
| 0     | 40 a 44 | 4     |
| 0     | 35 a 39 | 0     |
| 4     | 30 a 34 | 4     |
| 12    | 25 a 29 | 4     |
| 16    | 20 a 24 | 4     |
| 0     | 15 a 19 | 4     |
| 0     | 10 a 14 | 4     |
| 4     | 5 a 9   | 12    |
| 4     | 0 a 4   | 0     |

## Economia

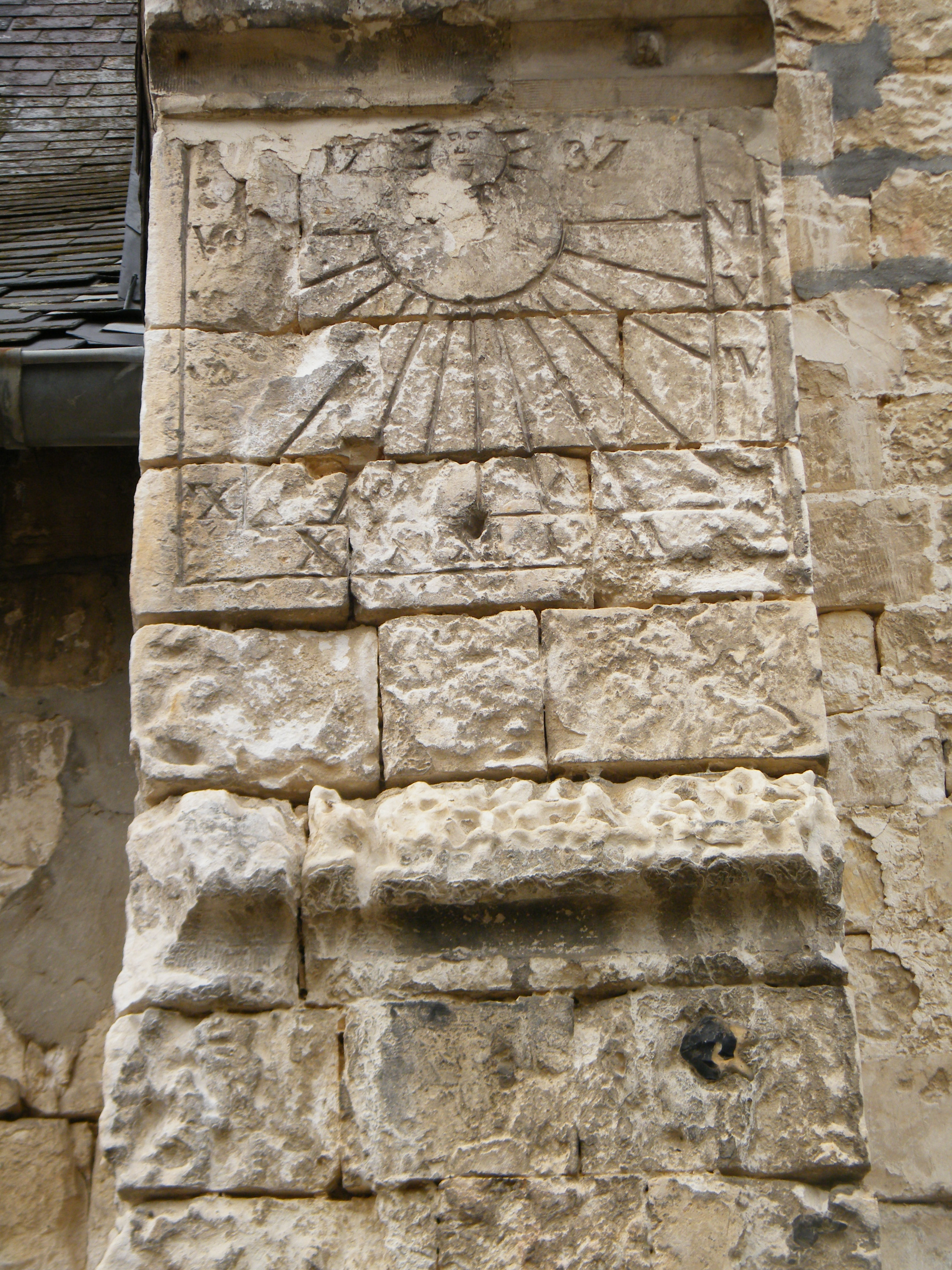

El 2007 la població en edat de treballar era de 96 persones, 63 eren actives i 33 eren inactives. De les 63 persones actives 61 estaven ocupades (39 homes i 22 dones) i 2 estaven aturades (2 dones i 2 dones). De les 33 persones inactives 14 estaven jubilades, 7 estaven estudiant i 12 estaven classificades com a «altres inactius».

### Ingressos
El 2009 a Bouchon hi havia 60 unitats fiscals que integraven 150 persones, la mediana anual d'ingressos fiscals per persona era de 15.873 €.

### Activitats econòmiques

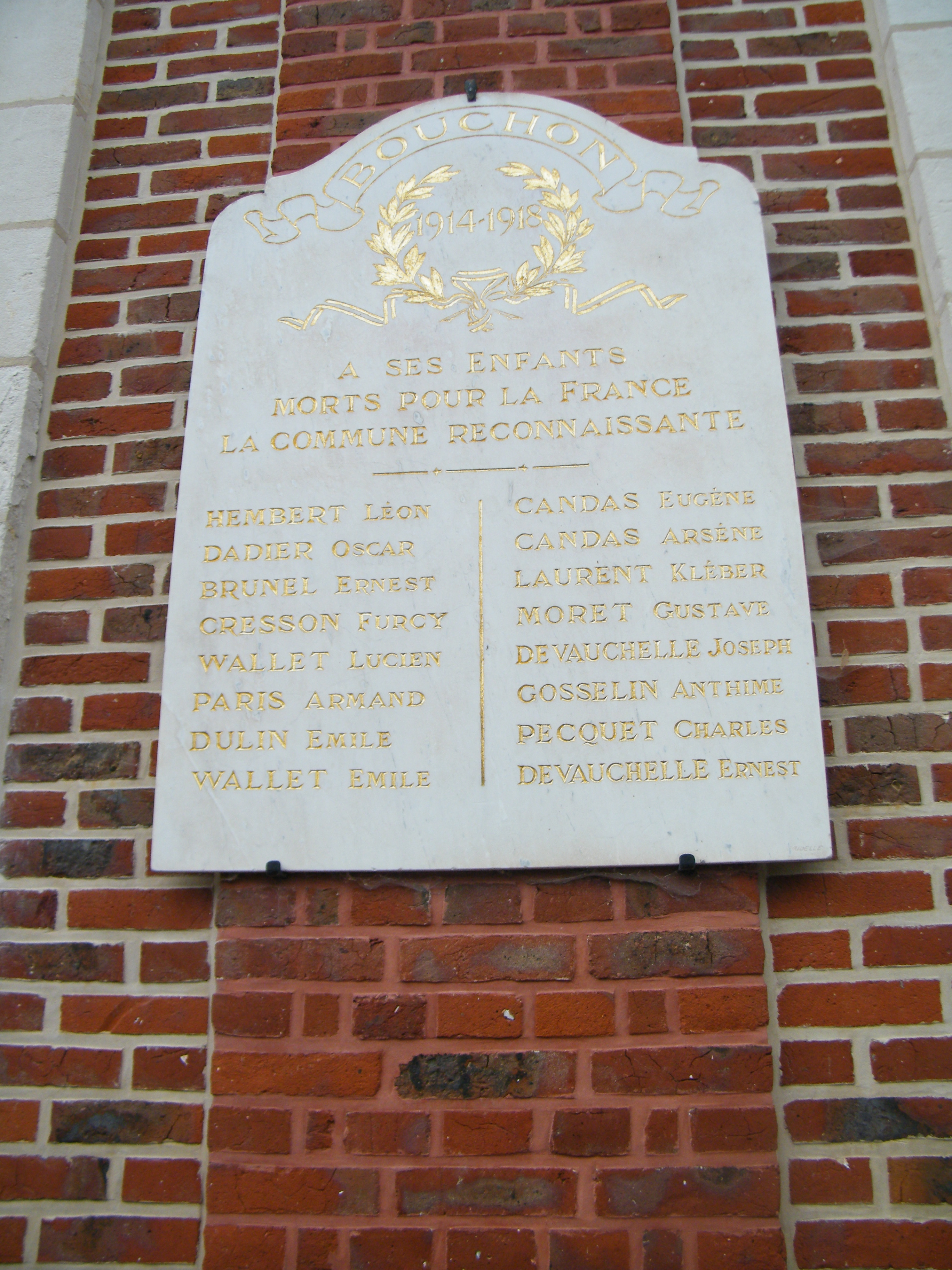

L'any 2000 a Bouchon hi havia 5 explotacions agrícoles que ocupaven un total de 600 hectàrees.

## Poblacions més properes
El següent diagrama mostra les poblacions més properes.